# Rupert England
Rupert England (Yorkshire, 1878 – 1942) è stato un militare ed esploratore britannico.

## Biografia
Durante le estati australi 1902-03 e 1903-04 partecipa come primo ufficiale della Morning alle operazioni di soccorso della nave della spedizione Discovery di Robert Falcon Scott, intrappolata nella banchisa della barriera di Ross in Antartide.
Nel 1907 prende il comando della Nimrod e torna in Antartide con la spedizione Nimrod di Ernest Shackleton, che però non è soddisfatto del suo operato e lo sostituisce dopo il primo anno.